# Celífers
Els celífers (Caelifera) són un subordre d'insectes ortòpters caracteritzats per les antenes curtes, així com per tenir el tercer parell de potes més desenvolupat per a poder saltar millor. Les antenes curtes els diferencia dels membres de l'altre subordre (Ensifera) que les tenen llargues. S'estima que la separació dels dos subórdres es va produir al límit Permià-Triàsic. Es tracta d'insectes herbívors, alguns dels quals són greus plagues per l'agricultura.

## Noms comuns
Atès que són insectes molt populars, reben diferents noms segons la contrada, com ara lla(n)gosta (de rostoll), lla(n)gost, lla(n)gostí, llangosto (nord del País Valencià), saltamartí, saltigó/saltiretxo (Pallars), tallacames (Cullera, Tavernes de la Valldigna), serracames (Almussafes, Sollana), (pa)llagostí (Catalunya del Nord) o tiribriqui (alguerès).
L'insecte semblant a la llagosta però més menut i no saltador és dit lla(n)gostí, saltamartí o cavallet al País Valencià.

## Característiques

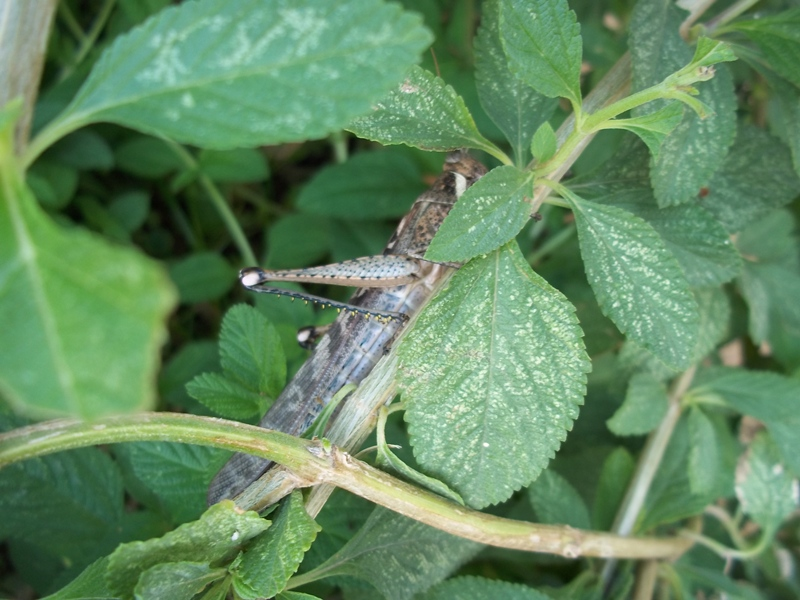
Un llagosta en branques de tarongina.

Les potes posteriors són típicament llargues i fortes, apropiades per saltar. Generalment, tenen ales, però només les posteriors són membranoses i els permeten volar, mentre que les davanteres són coriàcies i no són útils en el vol, sinó que protegeixen les posteriors. Les femelles són més grosses que els mascles.
La longitud del cos dels animals és d'entre 7 i 75 mm, l'espècie Tropidacris cristata pot mesurar fins a 120 mm de llarg i assolir una envergadura màxima de 230 mm. Gairebé tots els insectes de percepció curta són herbívors i s'alimenten principalment de pastures i herbes. Els petits insectes espinosos ('Tetrigoidea) s'han especialitzat sobre manera en algues, molses i microorganismes.
Igual que els representants dels insectes d'Ensifera, els Caelifera tenen una transformació molt notable de les seves potes del darrere en potes saltarines. Altres característiques dels Caelifera són les antenes curtes que els donen el seu nom, que, a diferència de les dels ensífers, consten d'un màxim de 30 extremitats i, de vegades, estan engrossides com una maça. Els animals tenen ulls compostos i aparells bucals per mastegar i mossegar. En particular, el primer segment toràcic està fortament desenvolupat. Les ales anteriors dels animals són estretes i endurides i cobreixen les ales del darrere més grans quan estan en repòs. Les ales del darrere poden ser sorprenentment blaves o vermelles en algunes espècies, com les llagostes estèrils. Per a la posta d'ous, que sovint s'enterra a terra, l'abdomen de la femella es pot allargar telescòpicament i està equipat amb dos parells de fortes espines genitals (vàlvules ovipositores). Els òrgans auditius de l'ensurt de trets curts són als costats del primer segment abdominal.
Algunes espècies produeixen sorolls audibles, usualment fregant els fèmurs contra les ales o l'abdomen. Si tenen òrgans d'audició, es troben als costats del primer segment abdominal.
Els celífers prenen l'aire a través dels espiracles que es troben als costats de l'abdomen i el tòrax. Els espiracles són l'entrada a un sistema de tubs coneguts com a  tràquees i traqueoles, que porten l'aire a les cèl·lules del cos i extreuen el diòxid de carboni.

### Reproducció
Els ous es ponen generalment en una substància escumosa que els protegeix durant la incubació. Típicament, el nombre d'ous que pon una femella ronda entre els 1.000 i 10.000.

### Circulació i respiració
Els caelífers prenen l'aire a través dels espiracles que es troben als costats de l'abdomen i el tòrax. Aquests són les entrades a un sistema traqueal format per túbuls coneguts com tràquees i traqueoles, que porten l'aire ric en oxigen fins que aquest difon a les cèl·lules del cos i es carrega d'anhídrid carbònic que serà expulsat.

## Migracions

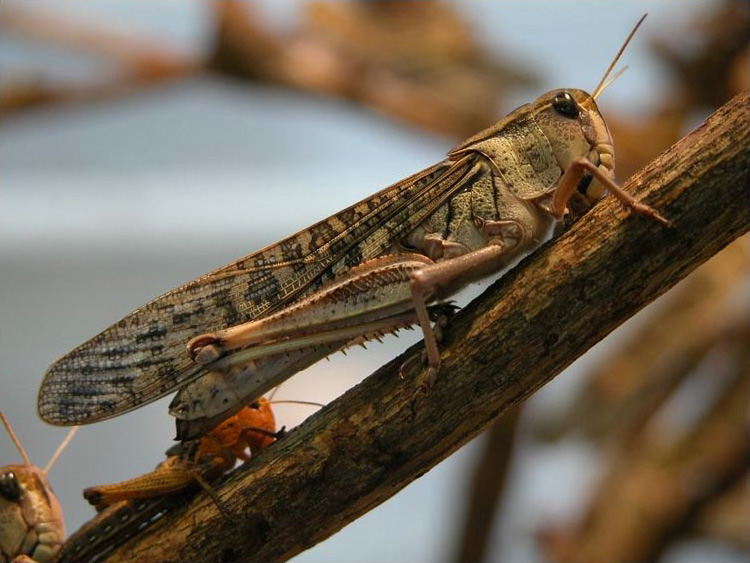
Llagosta migratòria

Algunes espècies fan grans migracions. Aquesta circumstància es produeix quan es concentren massa individus en una mateixa zona. Davant l'escassetat d'aliment, el seu organisme allibera una sèrie de feromones que fomenten la mobilitat alar perquè els individus puguin desplaçar-se volant a altres llocs i evitar així la competència intraespecífica per l'aliment. Algunes espècies, com Locusta migratòria i Schistocerca gregaria, es desplacen en grans eixams delmant les collites.

## Filogenia

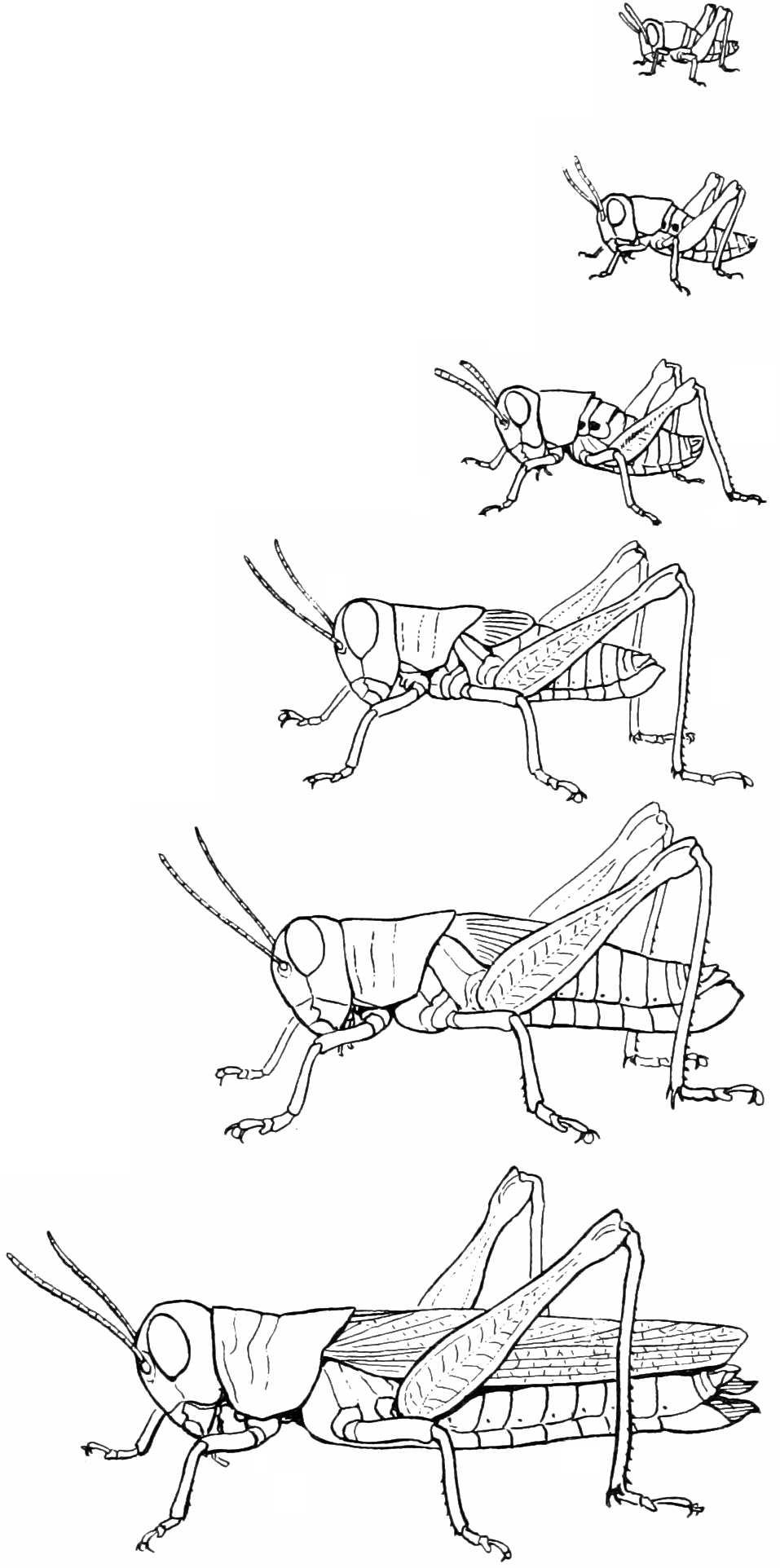
Sis etapes en el desenvolupament de Melanoplus sanguinipes, des d'acabat de néixer, a adult amb ales, passant per diverses fases de nimfa.

A partir de seqüències d'ADN de gens ribosomals, s'ha construït la següent classificació filogenètica de superfamílies:
|  | Pneumoroidea                                                   |
|  |                                                                |
|  | \| \| Pyrgomorphoidea \| \| \| \| \| \| Acridoidea \| \| \| \| |
|  |                                                                |
|  | Pyrgomorphoidea                                                |
|  |                                                                |
|  | Acridoidea                                                     |
|  |                                                                |

|  | Pyrgomorphoidea |
|  |                 |
|  | Acridoidea      |
|  |                 |

|  | Pneumoroidea                                                   |
|  |                                                                |
|  | \| \| Pyrgomorphoidea \| \| \| \| \| \| Acridoidea \| \| \| \| |
|  |                                                                |
|  | Pyrgomorphoidea                                                |
|  |                                                                |
|  | Acridoidea                                                     |
|  |                                                                |

|  | Pyrgomorphoidea |
|  |                 |
|  | Acridoidea      |
|  |                 |

|  | Pneumoroidea                                                   |
|  |                                                                |
|  | \| \| Pyrgomorphoidea \| \| \| \| \| \| Acridoidea \| \| \| \| |
|  |                                                                |
|  | Pyrgomorphoidea                                                |
|  |                                                                |
|  | Acridoidea                                                     |
|  |                                                                |

|  | Pyrgomorphoidea |
|  |                 |
|  | Acridoidea      |
|  |                 |

|  | Pneumoroidea                                                   |
|  |                                                                |
|  | \| \| Pyrgomorphoidea \| \| \| \| \| \| Acridoidea \| \| \| \| |
|  |                                                                |
|  | Pyrgomorphoidea                                                |
|  |                                                                |
|  | Acridoidea                                                     |
|  |                                                                |

|  | Pyrgomorphoidea |
|  |                 |
|  | Acridoidea      |
|  |                 |

|  | Pneumoroidea                                                   |
|  |                                                                |
|  | \| \| Pyrgomorphoidea \| \| \| \| \| \| Acridoidea \| \| \| \| |
|  |                                                                |
|  | Pyrgomorphoidea                                                |
|  |                                                                |
|  | Acridoidea                                                     |
|  |                                                                |

|  | Pyrgomorphoidea |
|  |                 |
|  | Acridoidea      |
|  |                 |

|  | Pneumoroidea                                                   |
|  |                                                                |
|  | \| \| Pyrgomorphoidea \| \| \| \| \| \| Acridoidea \| \| \| \| |
|  |                                                                |
|  | Pyrgomorphoidea                                                |
|  |                                                                |
|  | Acridoidea                                                     |
|  |                                                                |

|  | Pyrgomorphoidea |
|  |                 |
|  | Acridoidea      |
|  |                 |

|  | Pneumoroidea                                                   |
|  |                                                                |
|  | \| \| Pyrgomorphoidea \| \| \| \| \| \| Acridoidea \| \| \| \| |
|  |                                                                |
|  | Pyrgomorphoidea                                                |
|  |                                                                |
|  | Acridoidea                                                     |
|  |                                                                |

|  | Pyrgomorphoidea |
|  |                 |
|  | Acridoidea      |
|  |                 |

|  | Pneumoroidea                                                   |
|  |                                                                |
|  | \| \| Pyrgomorphoidea \| \| \| \| \| \| Acridoidea \| \| \| \| |
|  |                                                                |
|  | Pyrgomorphoidea                                                |
|  |                                                                |
|  | Acridoidea                                                     |
|  |                                                                |

|  | Pyrgomorphoidea |
|  |                 |
|  | Acridoidea      |
|  |                 |

|  | Pneumoroidea                                                   |
|  |                                                                |
|  | \| \| Pyrgomorphoidea \| \| \| \| \| \| Acridoidea \| \| \| \| |
|  |                                                                |
|  | Pyrgomorphoidea                                                |
|  |                                                                |
|  | Acridoidea                                                     |
|  |                                                                |

|  | Pyrgomorphoidea |
|  |                 |
|  | Acridoidea      |
|  |                 |

|  | Pneumoroidea                                                   |
|  |                                                                |
|  | \| \| Pyrgomorphoidea \| \| \| \| \| \| Acridoidea \| \| \| \| |
|  |                                                                |
|  | Pyrgomorphoidea                                                |
|  |                                                                |
|  | Acridoidea                                                     |
|  |                                                                |

|  | Pyrgomorphoidea |
|  |                 |
|  | Acridoidea      |
|  |                 |

|  | Pneumoroidea                                                   |
|  |                                                                |
|  | \| \| Pyrgomorphoidea \| \| \| \| \| \| Acridoidea \| \| \| \| |
|  |                                                                |
|  | Pyrgomorphoidea                                                |
|  |                                                                |
|  | Acridoidea                                                     |
|  |                                                                |

|  | Pyrgomorphoidea |
|  |                 |
|  | Acridoidea      |
|  |                 |

|  | Pneumoroidea                                                   |
|  |                                                                |
|  | \| \| Pyrgomorphoidea \| \| \| \| \| \| Acridoidea \| \| \| \| |
|  |                                                                |
|  | Pyrgomorphoidea                                                |
|  |                                                                |
|  | Acridoidea                                                     |
|  |                                                                |

|  | Pyrgomorphoidea |
|  |                 |
|  | Acridoidea      |
|  |                 |

|  | Pneumoroidea                                                   |
|  |                                                                |
|  | \| \| Pyrgomorphoidea \| \| \| \| \| \| Acridoidea \| \| \| \| |
|  |                                                                |
|  | Pyrgomorphoidea                                                |
|  |                                                                |
|  | Acridoidea                                                     |
|  |                                                                |

|  | Pyrgomorphoidea |
|  |                 |
|  | Acridoidea      |
|  |                 |

|  | Pneumoroidea                                                   |
|  |                                                                |
|  | \| \| Pyrgomorphoidea \| \| \| \| \| \| Acridoidea \| \| \| \| |
|  |                                                                |
|  | Pyrgomorphoidea                                                |
|  |                                                                |
|  | Acridoidea                                                     |
|  |                                                                |

|  | Pyrgomorphoidea |
|  |                 |
|  | Acridoidea      |
|  |                 |

|  | Pneumoroidea                                                   |
|  |                                                                |
|  | \| \| Pyrgomorphoidea \| \| \| \| \| \| Acridoidea \| \| \| \| |
|  |                                                                |
|  | Pyrgomorphoidea                                                |
|  |                                                                |
|  | Acridoidea                                                     |
|  |                                                                |

|  | Pyrgomorphoidea |
|  |                 |
|  | Acridoidea      |
|  |                 |

|  | Pneumoroidea                                                   |
|  |                                                                |
|  | \| \| Pyrgomorphoidea \| \| \| \| \| \| Acridoidea \| \| \| \| |
|  |                                                                |
|  | Pyrgomorphoidea                                                |
|  |                                                                |
|  | Acridoidea                                                     |
|  |                                                                |

|  | Pyrgomorphoidea |
|  |                 |
|  | Acridoidea      |
|  |                 |

En termes evolutius, la separació entre els Caelifera i els Ensifera no és més recent que el límit entre el Permià i el Triàsic (vegeu Extinció del Permià-Triàsic); els primers insectes que són certament Celífers són els Eolocustopsis de l'últim Permià (Changhsingio) del Grup Beaufort, Sudáfrica i els locustavidae de principis del Triàsic, fa aproximadament 250 milions d'anys. El grup es va diversificar durant el Triàsic i ha continuat sent un important menjador de plantes des de llavors fins a l'actualitat. Les primeres famílies modernes com els Eumastacidae, Tetrigidae i Tridactylidae van aparèixer al Cretàcic, encara que alguns insectes que podrien pertànyer als dos últims d'aquests grups es troben al Juràssic primerenc.
La classificació morfològica és difícil perquè molts tàxons han convergit cap a un tipus d'hàbitat comú; els taxonoms recents s'han concentrat als genitals interns, especialment els del mascle. Aquesta informació no està disponible en els espècimens fòssils, i la taxonomia paleontològica es basa principalment en la venació de les ales posteriors.
Els celífers (Caelifera) inclouen uns 2.400 gèneres vàlids i unes 11.000 espècies conegudes. És probable que existeixin moltes espècies no descrites, especialment als boscos humits tropicals (pluvisilva). Els Caelifera tenen una distribució predominantment tropical, amb menys espècies conegudes de zones temperades, però la majoria de les superfamílies tenen representants a tot el món. Són gairebé exclusivament herbívors i probablement són el grup d'insectes herbívors mastegadors més antic que existeix.
La superfamília més diversa és l'Acridoidea amb unes 8.000 espècies. Les dues famílies principals són els Acrididae (llagostes), de distribució mundial, i els Romaleidae, que es troben principalment al Nou Món. Els Ommexechidae i Tristiridae són sud-americans, i els Lentulidae, Lithidiidae i Pamphagidae són principalment africans. Els Pauliniidae són nocturns i poden nedar o patinar sobre l'aigua, i els Lentulidae no tenen ales. Els Pneumoridae són nadius d'Àfrica, sobretot del sud, i es distingeixen per l'abdomen inflat dels mascles.

## Impacte sobre l'agricultura

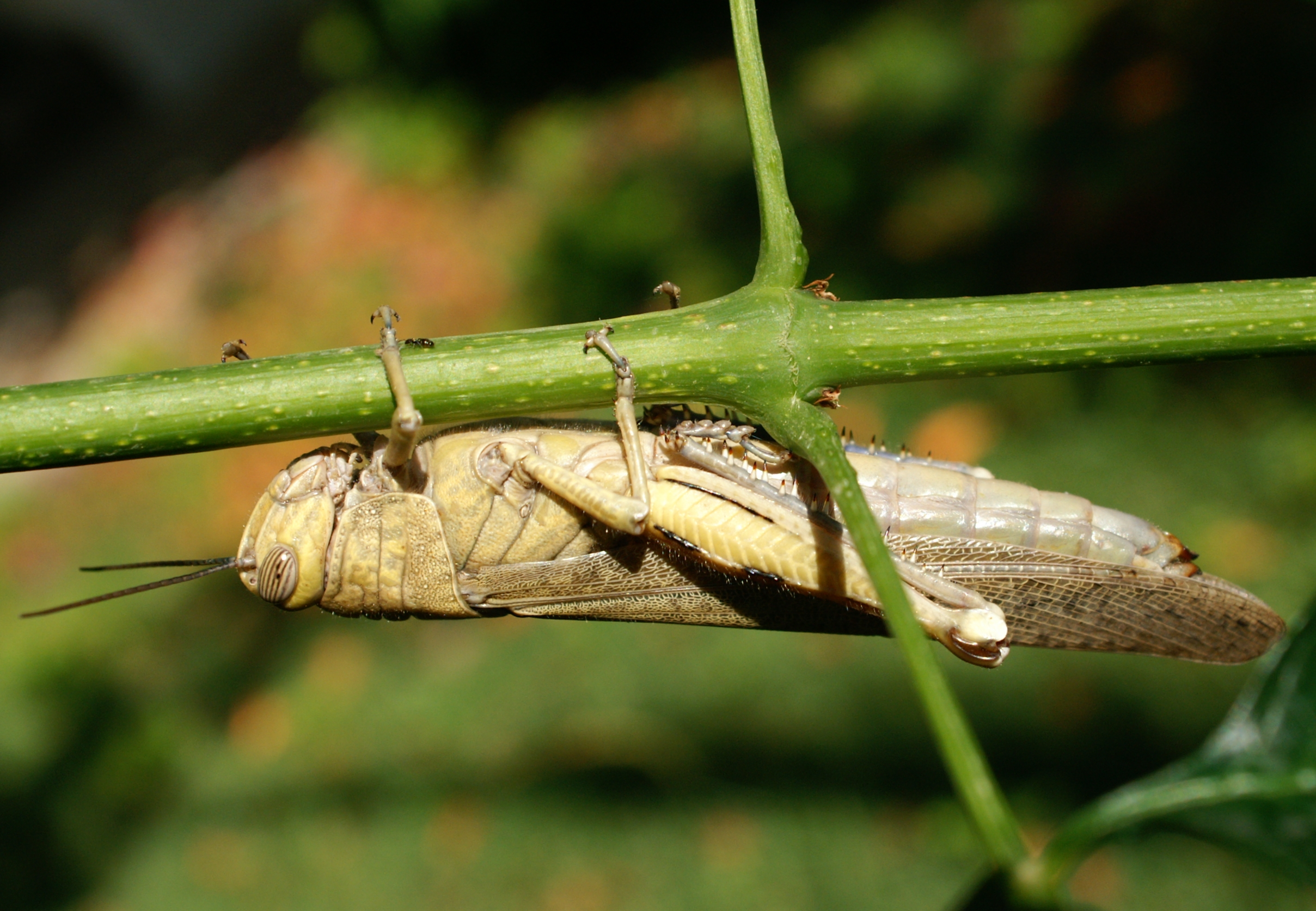
Anacridium aegyptium

Diverses espècies, especialment de la família Acridoidea, són importants plagues agrícoles, però no totes són llagostes: un terme no taxonòmic que es refereix a espècies les poblacions de les quals poden canviar morfològicament quan s'aglomeren i mostren comportament d'eixam
Exemples de plagues de llagostes agrícoles que no es denominen llagostes són el saltamartí senegalès i certes espècies dels Pyrgomorphidae, en particular la llagosta variegada (Zonocerus variegatus).
Determinats membres dels celífers, tenen impactes significatius a l'agricultura a escala mundial, tant positius com negatius, depenent del context i les espècies involucrades. Encara que les llagostes exerceixen rols ecològics importants, el seu impacte en l'agricultura pot ser significatiu i perjudicial. Estratègies efectives de control són crucials per minimitzar el dany als cultius i mantenir pràctiques agrícoles sostenibles.
Impactes Negatius
Les llagostes són consumidors voraços i poden ingerir grans quantitats de cultius com cereals, vegetals i plantes farratgeres. Aquest comportament alimentari pot portar a menors rendiments i pèrdues econòmiques per als agricultors. A més dels cultius cultivats, les llagostes també s'alimenten de vegetació natural, afectant la biodiversitat i l'equilibri ecològic en àrees agrícoles. Sota certes condicions, les llagostes poden experimentar explosions o brots poblacionals, on els seus números augmenten ràpidament. Aquests brots exacerbats augmenten el dany als cultius i poden requerir mesures costoses de control. Controlar les poblacions de llagostes sovint requereix aplicacions de pesticides o altres estratègies de manipulació, que poden ser costoses i tenir conseqüències ambientals.
Impactes Positius
Les llagostes són una font important d'aliment per a molts animals, incloent-hi aus, rèptils i mamífers. Contribueixen a la cadena alimentària i donen suport a la biodiversitat en paisatges agrícoles. En el seu paper com a descomponedors, les llagostes ajuden a descompondre material vegetal i tornar nutrients al sòl a través de la femta. Això pot millorar la fertilitat del terra en camps agrícoles. Encara que no tan significatius com les abelles o papallones, algunes espècies de llagostes contribueixen a la pol·linització de certes plantes, especialment en regions on escassegen altres pol·linitzadors.
Estratègies de Manipulació
Per mitigar els impactes negatius de les llagostes a l'agricultura, s'utilitzen diverses estratègies de control i manipulació. El control biològic es basa a introduir enemics naturals de les llagostes, com a vespes parasitàries o fongs, per reduir les seves poblacions; el control químic fa servir insecticides per controlar els brots de llagostes, encara que aquest enfocament és menys preferit a causa de preocupacions ambientals i possibles danys a espècies no objectiu. Certes pràctiques culturals com ara la rotació de cultius, la sembra primerenca i el manteniment d'una vegetació diversa poden ajudar a reduir les poblacions de llagostes en interrompre els seus cicles de vida i reduir la disponibilitat d'aliments. El monitoratge regular de les poblacions de llagostes ajuda els agricultors a detectar brots d'hora, i això permet una intervenció oportuna.

## Taxonomia
Superfamília Tridactyloidea
- Cylindrachaetidae
- Ripipterygidae
- Tridactylidae

Superfamília Tetrigoidea
- Tetrigidae

Superfamília Eumastacoidea
- Chorotypidae
- Episactidae
- Eumastacidae
- Euschmidtiidae
- Mastacideidae
- Morabidae
- Proscopiidae
- Thericleidae

Superfamília Pneumoroidea
- Pneumoridae

Superfamília Pyrgomorphoidea
- Pyrgomorphidae

Superfamília Acridoidea
- Acrididae
- Charilaidae
- Dericorythidae
- Lathiceridae
- Lentulidae
- Lithidiidae
- Ommexechidae
- Pamphagidae
- Pyrgacrididae
- Romaleidae
- Tristiridae

Superfamília Tanaoceroidea
- Tanaoceridae

Superfamília Trigonopterygoidea
- Trigonopterygidae
- Xyronotidae